# Марченко Юрій Васильович
Марченко Юрій Васильович (нар. 17 жовтня 1973, с. Скороходове Талалаївського району Чернігівської області) — доктор політичних наук,  Заступник начальника відділу організаційно-аналітичної роботи та СЕА РПСЕ управління контролю за виробництвом , обігом та ліцензуванням пального Департаменту контролю за підакцизними товарами ДПС України,         3 ранг державного службовця.

## Освіта
2010—2013  р. Національний інститут стратегічних досліджень при Адміністрації Президента України. Доктор політичних наук.
Спеціальність — 21.01.01 основи національної безпеки держави.
Дисертація на тему: «Соціально-політичний вимір формування та функціонування системи безпеки підприємництва в Україні».
2001—2005 р. Національний інститут стратегічних досліджень при Адміністрації Президента України. Кандидат політичних наук.
Спеціальність — 21.01.01 основи національної безпеки держави.
Дисертація на тему: «Антитерористична діяльність як складова національної безпеки».
2000 р.-03р. Академія державного управління при Президентові України.
Спеціальність — державне управління (магістр державного управління).
1996 р.-99р. Сумський Державний аграрний університет.
Спеціальність — економіст з правовим забезпеченням.
1991 р.-95р. Сумський сільськогосподарський інститут.
Спеціальність — агрономія.

### Присвоєні наукові звання
2017 р. Обрано академіком Академії політичних наук.
2017 р. Присвоєно наукове звання Почесного Доктора з Міжнародного Бізнесу Українсько-американським гуманітарним інститутом «Вісконсинський міжнародний університет (США) в Україні»
2010—2013 р. Національний інститут стратегічних досліджень при Адміністрації Президента України. Присвоєно науковий ступінь доктора політичних наук

## Діяльність
1996—2003 р. Різні посади в різних управліннях ДПА м. Суми, а саме:
- начальник сектору внутрішньої безпеки;
- інформаційно-аналітичний відділ;
- відділ дослідчих перевірок;
- податкова міліція — ревізійний відділ.

2003—04 р. Апарат Верховної Ради України.
Робота в ДПА України на посадах:
2004—05 р. Заступник директора Департаменту — начальник управління інформаційного забезпечення Департаменту громадських зв'язків та масово — роз'яснювальної роботи;
2005-05 р. Заступник директора Департаменту обслуговування платників податків.
2005—06 р. Перший заступник директора Департаменту обслуговування платників податків ДПА України.
2006—06 р. Начальник самостійного Відділу роботи з органами державної влади ДПА України.
2006—08 р. Заступник начальника Управління координації нормотворчої роботи та взаємодії з органами державної влади ДПА України.
2008—09 р. Заступник начальника ДПІ у Солом'янському районі м. Києва.
2009—11 р. Начальник Управління адміністрування акцизного збору ДПА України.
2011—13 р. Начальник Управління оподаткування великих платників податків Департаменту оподаткування юридичних осіб ДПС України.
2013—19 р. Заступник Начальника відділу акцизного податку Департаменту контролю за обігом та оподаткуванням підакцизних товарів Міністерства доходів і зборів України.
2018 р. Радник Міністра фінансів України. Радник податкової та митної служби І-го рангу.
2019—20 р. Начальник відділу методології адміністрування акцизного податку та контролю за обігом підакцизних товарів управління методологічно супроводження адміністрування податків Департаменту податків в зборів з юридичних осіб ДФС України.
2020— 20 р. Начальник відділу ліцензування палива управління контролю за виробництвом , обігом та ліцензуванням палива  Департаменту контролю за підакцизними товарами  ДПС  України .
2020-22 р.  В.о. заступника директора департаменту - начальник управління контролю за виробництвом , обігом та ліцензуванням палива Департаменту контролю за підакцизними товарами ДПС України. 
2022-22 р.  Заступник начальника відділу контролю за виробництвом , обігом та ліцензуванням пального Департаменту контролю за підакцизними товарами ДПС України. 
2022-т.ч.  Заступник начальника відділу організаційно-аналітичної роботи та СЕА РПСЕ управління контролю за виробництвом , обігом та ліцензуванням пального Департаменту контролю за підакцизними товарами ДПС України. 
2015—т.ч. Доцент кафедри соціально-гуманітарних дисциплін Українсько- Американського гуманітарного інституту «Вісконсинського міжнародного університету (США) в Україні».

### Громадська діяльність
- Почесний президент « Парк Київська Русь»; локація: с. Копачів, Обухівський район, Київська область.
- Секретар колегії ГО «Комітет по боротьбі з корупцією та захисту прав громадян»
- Радник з питань політики Голови Ради Національних Спільнот України
- Директор Департаменту етнонаціональної безпекової політики АПН.

## Нагороди та відзнаки, отримані під час трудової діяльності
- нагороджений почесною грамотою Управління Державної охорони України.
- нагороджений нагрудним знаком ДПА України «За честь і службу».
- нагороджений грамотою та почесною грамотою Верховної Ради України.
- нагороджений нагрудним знаком « Почесний працівник ДПС України».
- нагороджений нагрудним знаком ДПА України «За заслуги».
- нагороджений нагрудними знаками ДПА України «За бездоганну службу» ІІІ, ІІ, І ступеня.
- нагороджений нагрудним знаком « Почесна відзнака ДПА України»

• оголошено подяку ДПС України за сумлінну і ефективну працю, відданість справі, високий професіоналізм . 